# Коноплина, Надежда Васильевна
Коноплина Надежда Васильевна (2 апреля 1952, Ханты-Мансийск) — президент Сургутского государственного педагогического университета, доктор педагогических наук, профессор.

## Биография
Родилась 2 апреля 1952 года  в г. Ханты-Мансийске младшей из шести детей, в семье переселенцев. В 1961 г. семья переехала в г. Тобольск.  В 1969 году окончила среднюю школу и поступила в Томский государственный университет на химический факультет. Пять лет учёбы материально содержала себя сама: работала ночной санитаркой, техничкой. Университет окончила в 1974 году  по специальности «химия», с распределением в аспирантуру Томского политехнического института по специальности "аналитическая химия", но трудовой путь продолжила в г. Сургуте.
В Сургуте с 1974 года работала в школе № 9 учителем химии в 7-10 классах. В 1984 году назначена директором школы-новостройки № 16. С 1986 г. — директор Сургутского педучилища и педколледжа, с 1995 г. — ректор Сургутского государственного педагогического института, с 2005 г. и по январь 2019 — ректор Сургутского государственного педагогического университета.
В 1992—1995 гг. возглавляла комиссию по образованию в городском совете народных депутатов г. Сургута.
В 1994 г. защитила кандидатскую диссертации «Управление инновационными процессами в условиях педагогического колледжа» при кафедре педагогики Московского педагогического университета им. Н. К. Крупской.
В 1995—2000 гг. член комиссии законотворческих инициатив Думы г. Сургута.
В 2000 г. защитила докторскую диссертацию «Системно-целевое управление развитием педагогического вуза».
С января 2019 г. назначена президентом СурГПУ.
Председатель Диссертационного совета при СурГПУ, член Совета ректоров вузов ХМАО, заместитель председателя Совета ректоров вузов Тюменской области.
Автор более 80 научных работ по теории и практике управления педагогическими системами, разработчик и автор Программы развития профессионального педагогического образования Ханты-Мансийского автономного округа,

## Награды и звания
- Отличник народного просвещения РСФСР
- Заслуженный учитель школы РСФСР (1990 г.)
- Почетный Знак губернатора Ханты-Мансийского автономного округа «За работу с молодежью» (2001 г.).
- Медаль ордена «За заслуги перед Отечеством» II степени (2003 г.).
- Лауреат конкурса «Европейское качество образования» в номинации «Ректор года» (2005 г., 2009 г.).
- Присвоено почетное звание Лауреата Всероссийского проекта «Эффективное управление кадрами» (2008 г.).[9]
- Знак «За заслуги перед городом Сургутом» (2017 г.)